# Vysoká škola technická a ekonomická v Českých Budějovicích
Vysoká škola technická a ekonomická v Českých Budějovicích (VŠTE) – czeska uczelnia publiczna w Czeskich Budziejowicach. Została założona w 2006 roku.
W 2013 roku funkcję rektora objął Marek Vochozka.